# Bror Justin von Yhlen
Bror Justin von Yhlen, född 20 november 1787 på Krusehov, Kvillinge socken, Östergötlands län, död 17 februari 1850 på Eneby, Östra Eneby socken, var en svensk överstelöjtnant, målare och tecknare
Han var son till ryttmästaren Gerhard Justin von Yhlen och Christina Sofia Klingspor och sonson till Justin von Yhlen samt farbror till Gerhard von Yhlen. Yhlen  var huvudsakligen verksam inom den militära banan och blev fänrik vid livgrenadjärregementets rotehållsdivision 1804, löjtnant vid första livgrenadjärregementet 1811 och kapten 1812. Han togs till fånga i Lübeck 1806 men återkom till sitt regementet 1808 så han kunde medverka i fälttågen 1808–1809 och 1813–1814. Vid ett av fälttågen tilldelades han guldmedaljen För tapperhet i fält. Yhlen var en stor konstälskare och även en talangfull amatörkonstnär. Han vistades i Rom 1821–1823 där han umgicks i konstnärskretsarna kring Bertel Thorvaldsen, Johan Niclas Byström, Lauræi, Bengt Erland Fogelberg och Hjalmar Mörner. Tillsammans med den lungsjuke Per Ulrik Kernell reste han till Florens 1823 och efter att Kernell erhållit härbärge och omvårdnad fortsatte han ensam till Schweiz och Tyskland där han studerade och målade av Donaus stränder. Efter hemkomsten utnämndes han till major i armén 1827 och slutligen överstelöjtnant 1838. Yhlen är representerad vid Nationalmuseum.